# Sân bay Anh Sơn
Sân bay Anh Sơn là một sân bay quân sự nhỏ ở xã Tường Sơn, huyện Anh Sơn, tỉnh Nghệ An. Nó được sử dụng trong cuộc chiến tranh Việt Nam. Hiện nay sân bay này không còn được sử dụng nữa.
Việc đưa đón khách hiện nay được khai thác chính ở Sân bay Vinh, thành phố Vinh, tỉnh Nghệ An.